# مرصد القصيم
المرصد الحضري لمنطقة القصيم ويسمى اختصارًا مرصد القصيم هو مركز مخصص في مراقبة ورصد سير التنمية في المدينة، وفهم الوضع الحالي للمدينة ووضع تصور للاتجاهات المستقبلية، واجراء المسوحات الميدانية.

## التاريخ
بدأ المرصد الحضري للقصيم في مرحلته الأولى بقياس مؤشراته على مستوى مدينة بريدة فقط، وقد تأسس عام 2009 باسم "المرصد الحضري لحاضرة بـريـدة"، وجاءت المرحلة الثانية في عام 2016 بانضمام محافظات (الرس- المذنب- البكيرية- البدائع- رياض الخبراء) وبعدها اكتملت منظومة الرصد الحضري بانضمام كافة محافظات المنطقة، لتمتلك منطقة القصيم 13 مرصدا حضريا تمثل كل محافظات المنطقة، وتهدف إلى وضع قاعدة معلوماتية لدى متخذي القرار لإعداد السياسات والاستراتيجيات التنموية ومراقبة التحولات في البنية العمرانية والسكانية والاجتماعية والاقتصادية.

## الإدارة
يرأس المجلس أمير منطقة القصيم فيصل بن مشعل بن سعود بن عبد العزيز.

## قائمة المراصد
يتفرع عن مرصد منطقة القصيم 13 مرصدًا وهي كالتالي:
- مرصد بريدة[8]
- مرصد عنيزة[9]
- مرصد الرس[10]
- مرصد المذنب[11]
- مرصد البكيرية[12]
- مرصد رياض الخبراء[13]
- مرصد البدائع[14]
- مرصد الاسياح[15]
- مرصد النبهانية[16]
- مرصد عيون الجواء[17]
- مرصد الشماسية[18]
- مرصد عقلة الصقور[19]
- مرصد ضرية[20]

## وصلات خارجية
- قاعدة بيانات المرصد الحضري لمنطقة القصيم